# 泥鯨之子們在沙地上歌唱
《泥鯨之子們在沙地上歌唱》是日本漫畫家梅田阿比具科幻性質的奇幻漫畫。於秋田書店旗下雜誌《Mystery Bonita》2013年7月號開始連載。2017年10月至12月播出同名電視動畫。

## 作品概要
《泥鯨之子們在沙地上歌唱》是梅田阿比自從在《Proncess GOLD》（秋田書店）的連載《藍色合眾》以來，第2部在秋田書店旗下少女漫畫雜誌連載的作品。作者梅田阿比在一家看上去十分可疑的老街小店裡發現的外國人（？）查克羅先生（化名）的日記（日語翻譯版）進行編纂和漫畫化的設定所構成的。
《泥鯨之子們在沙地上歌唱》曾經入圍『這本漫畫真厲害！』女生篇前10名。
媒介方面，2016年4月曾上演同名舞台劇。2017年1月6日宣布製作動畫，同年10月至12月播放。

## 故事介紹
砂刑曆93年—被砂海覆蓋的世界中，有一群在小島般的漂泊船「泥鯨」上生活的人們。這座幾乎與世隔絕的島上的人口是，513人。擁有以感情為源頭的超能力、但卻以短命為代價的「印」，以及沒有能力卻長壽的「無印」，分為這兩個種族的他們，形成小共同體並平穩地度日。
島的記錄員「印」查克羅，某天在調查漂流到「泥鯨」的廢墟船時，與神秘少女「莉可絲」相遇了。對於島上的人而言，這是他們首次與外界人類的接觸。這會是打開新世界的福音嗎——。

## 登場人物
前者為電視動畫的配音員，後者為舞台劇演員。

### 泥鯨
查克羅（配音：花江夏樹／演員：赤澤燈）
「印」，14歲。擔任「泥鯨」的記錄員，必須在不參雜個人情感下準確的記錄事實，有著不論什麼事都想記錄下來的「過度書寫症」，想將所有自己見證到的一切記錄下來，留傳給後世，讓後世能知曉泥鯨的歷史。是一位冒失又單純的少年，個性十分溫柔，相當重視薩米，不擅長使用情念動。在帝國襲擊泥鯨之後，查克羅的記錄轉變為個人的日記。
莉可絲（配音：石見舞菜香／演員：前島亞美）
「印」，14歲。「泥鯨」外的神秘少女，本名不詳，莉可絲實為其原本搭乘的船艦名稱。在漂流島上被查克羅發現，因將情感交給魂形而成為人偶士兵，代號「三十二號」。後在泥鯨上與查克羅等泥鯨居民相處後，漸漸產生出自己的情感，決定協助泥鯨上的人們。帝國一開始襲擊泥鯨的目的之一亦是要帶回「三十二號」，但見莉可絲已成為有情感的劣質品後，帝國總司令下令將莉可絲繼續留於泥鯨上，作為觀察鯨對人體的影響的樣本，並將莉可絲代號改為「斯基羅斯樣本四號」。
薩米（配音：金元壽子／演員：宮崎理奈、高橋果鈴）
「印」，13歲。斯沃的妹妹，查克羅的青梅竹馬，個性天真爛漫，擅長照顧他人，喜歡著查克羅。於帝國首次襲擊泥鯨時為保護查克羅而喪生。
斯沃（配音：島崎信長／演員：崎山翼）
「無印」，17歲。薩米的哥哥，成為下任首長的呼聲很高的領袖候補。有着不喜爭鬥的溫厚性格，也受到身為「印」的查克羅等人信賴。泰莎過世後繼承泥鯨首長一職。
泰莎（配音：久川綾／演員：中川由里香）
「無印」，42歲。泥鯨首長，但並沒有實權。總是微笑著面對泥鯨的居民們，深受居民愛戴。名字有「赭石色」之意。於帝國首次襲擊泥鯨時喪生。
庫奇巴（配音：鳥海浩輔／演員：一內侑）
「無印」，39歲。泰莎的側近，對泰莎報持著尊敬以上的情感。
希諾諾（配音：葉山郁美／演員：小林未往）
「無印」。泰莎的側近。
馬索（配音：內匠靖明／演員：村田洋二郎）
「印」，28歲。在沙海意外從曾失去自己的女兒，因此很照顧小孩子。
歐尼（配音：梅原裕一郎／演員：財木琢磨、財木琢磨）
「印」，16歲。強烈憧憬着外面的世界，不停違反泥鯨規定而長期被關押在泥鯨體內，為「體內鼴鼠」的首領。操縱情念動的能力相當優秀。
尼比（配音：田丸篤志、诹访彩花（幼少期）／演員：田口涼）
「印」，17歲，歐尼的摯友，幼少時期即和歐尼結識。為「體內鼴鼠」的一員，和歐尼一樣憧憬著外面的世界。在潛入斯奇洛斯時喪生在歐尼面前。
奇夏（配音：朝井彩加／演員：椙山聰美）
「印」。「體內鼴鼠」中唯一的女性成員，很依賴歐尼。
基奇（配音：鈴木崚汰）
「印」。為「體內鼴鼠」的一員。
艾奇羅（配音：野上翔）
「印」，頂著一頭爆炸頭。為「體內鼴鼠」的一員，於帝國首次襲擊泥鯨時喪生。

「印」。為「體內鼴鼠」的一員，於帝國首次襲擊泥鯨時跟艾奇羅一起喪生。
吉恩修（配音：小松未可子／演員：小市真琴）
「印」，16歲。泥鯨自警團女性成員。我行我素的性格，強迫查克羅稱呼自己為「吉恩修姐姐」，稱呼查克羅為「恰奇」。答應幫助查克羅進行情動念的修練。
修安（配音：神谷浩史／演員：五十嵐麻朝、有澤樟太郎）
「印」，25歲。總是帶著深不可測的笑容，令人摸不著頭緒的青年。為泥鯨自警團的團長，為泥鯨實力最強者。右眼因曾經受傷留下嚴重的傷痕，總是帶著眼罩。
希艾娜
修安的妻子。
（配音：山下誠一郎）
哈庫奇（配音：津田英三）
長老會首領。
拉夏（配音：橫尾麻里／演員：田中良子）
長老會一員。杵著拐杖步伐蹣跚，加入長老會僅兩年。
柯珈里（配音：綿貫龍之介）

芙拉諾（配音：前川涼子）

（配音：芳野由奈）

西可庫、西康（配音：八代拓、榎木淳彌）
「印」。兩人為「體內鼴鼠」的成員，是一對雙胞胎，對「無印」有著強烈的不滿。

內茲（配音：田村睦心）
「印」，機械工坊的少年，查克羅與薩米的好友，帶著帽子及護目鏡，個性較活潑。
洛（配音：菅原慎介）
「印」，機械工坊的少年，查克羅與薩米的好友，帶著眼鏡，個性穩重。
布奇
「印」，身材高大的光頭青年。為「體內鼴鼠」的一員，於帝國首次襲擊泥鯨時喪生。
托比（配音：古川慎）
「印」，查克羅的室友，在托比與查克羅的雙親去世之後，查克羅便與托比及其弟妹一起生活。
烏露米（配音：諏訪彩花）
「印」，泥鯨上的少女。
奈莉、艾瑪（配音：加隈亞衣／演員：大野未來）
「無印」，個性文靜的少女，為長老會的助手，與查克羅等人關係良好。和艾瑪是雙胞胎，艾瑪的意識一同寄宿在奈莉體中。艾瑪會以上位者口氣與長老會對話，並稱泥鯨的魂形為媽媽，並聲稱自己熟之泥鯨的秘密。能從背後長出翅膀於天空中飛翔。
配音：清川元夢

希拉艾（配音：天野真實）
長老會一員。
納西吉（配音：野川雅史）
長老會一員。

### 帝國
歐魯卡（配音：石田彰／演員：佐伯大地、伊萬里有）
帝國的總司令，莉可絲的哥哥。
柳達里（配音：山下大輝／演員：碕理人、伊崎龍次郎）
身為「無感情的士兵」，卻感情過多的異端者。
阿拉弗尼（配音：平川大輔／演員：船木政秀）
戰艦斯奇洛斯的總司令。在招魂會中的審問中，因作戰失敗與奧爾卡一同接受判決，經由奧爾卡解釋為因其作戰時的獨斷專行而導致此戰失敗。審議過程中更因受到奧爾卡究責，誤以為會被射殺而反射傷他，最終議會將其交由上司奧爾卡處置。
伊提亞（配音：Lynn／演員：新原美波）
阿查理（配音：速水獎）

皇帝

### 聯合王國
（配音：KENN）
（配音：貫井柚佳）
甘瓦（配音：綿貫龍之介）

（配音：朝井彩加）

### 其他
（配音：豐崎愛生）
（配音：諏訪彩花）
王子
宮廷道化師
國王
女道化師

## 用語
情念動
「印」能夠使用的超能力。為沙海狩獵是不可欠缺的能力。雖然以感情作為發動源，但在無法控制感情下使用，被認為是禁忌。
泥鯨
查克羅等人生活的巨大漂泊船。除了五個塔，還有農場和蓄水池等。帝國稱泥鯨為「法萊那」。
魂形
靈魂的形狀。為船隻航行的動力源，會吸收人類的情感。泥鯨上的魂形為不會吸收人類感情的異質魂形，位於體內區域的深處。
長老會
由年長的「無印」所組成，知曉泥鯨的秘密，掌握泥鯨的實權，年滿六十一歲的無印即可加入長老會。
體內區域
泥鯨的體內區域，無法使用情念動，被做為關押犯人的場所。
印
能夠使用以感情作發動源的超能力「情念動」的人們。壽命較短，只能活到三十歲上下。約九成在泥鯨生活的人為「印」。
無印
無法使用「情念動」的人們。壽命較長，多掌管泥鯨行政，長老會皆為無印組成。於泥鯨上只有一成的少數派。
帝國
崇尚將自己的情感交給魂形，認為有情感是相當噁心礙事的國家，擁有八艘裝載魂形的船艦。百年前將不願捨棄情感的人們，送上同有不會吸收情感缺陷的法萊那，欲將他們囚禁於沙海之中。為了不讓法萊那落入他國手中，決定將法萊那摧毀。
人偶士兵
招魂會
時之塔

魂肉

塔上會

## 出版書籍
| 冊數 | 秋田書店       | 秋田書店               | 長鴻出版社     | 長鴻出版社             |
| 冊數 | 發行日期       | ISBN                   | 發行日期       | ISBN                   |
| ---- | -------------- | ---------------------- | -------------- | ---------------------- |
| 1    | 2013年12月16日 | ISBN 978-4-253-26101-2 | 2015年7月1日   | ISBN 978-957-516-745-5 |
| 2    | 2014年4月16日  | ISBN 978-4-253-26102-9 | 2017年12月13日 | ISBN 978-986-474-576-0 |
| 3    | 2014年9月16日  | ISBN 978-4-253-26103-6 | 2017年12月13日 | ISBN 978-986-474-577-7 |
| 4    | 2015年2月16日  | ISBN 978-4-253-26104-3 | 2019年3月6日   | ISBN 978-986-504-035-2 |
| 5    | 2015年7月16日  | ISBN 978-4-253-26105-0 | 2020年3月25日  | ISBN 978-986-504-421-3 |
| 6    | 2015年12月16日 | ISBN 978-4-253-26106-7 | 尚未出版       | 尚未出版               |
| 7    | 2016年4月15日  | ISBN 978-4-253-26107-4 | 尚未出版       | 尚未出版               |
| 8    | 2016年10月14日 | ISBN 978-4-253-26108-1 | 尚未出版       | 尚未出版               |
| 9    | 2017年3月16日  | ISBN 978-4-253-26379-5 | 尚未出版       | 尚未出版               |
| 10   | 2017年9月15日  | ISBN 978-4-253-26380-1 | 尚未出版       | 尚未出版               |
| 11   | 2018年1月16日  | ISBN 978-4-253-26381-8 | 尚未出版       | 尚未出版               |
| 12   | 2018年6月14日  | ISBN 978-4-253-26382-5 | 尚未出版       | 尚未出版               |
| 13   | 2018年10月16日 | ISBN 978-4-253-26383-2 | 尚未出版       | 尚未出版               |
| 14   | 2019年3月14日  | ISBN 978-4-253-26384-9 | 尚未出版       | 尚未出版               |
| 15   | 2019年8月19日  | ISBN 978-4-253-26385-6 | 尚未出版       | 尚未出版               |
| 16   | 2020年3月16日  | ISBN 978-4-253-26386-3 | 尚未出版       | 尚未出版               |
| 17   | 2020年6月16日  | ISBN 978-4-253-26387-0 | 尚未出版       | 尚未出版               |
| 18   | 2020年11月16日 | ISBN 978-4-253-26388-7 | 尚未出版       | 尚未出版               |
| 19   | 2021年4月16日  | ISBN 978-4-253-26389-4 | 尚未出版       | 尚未出版               |
| 20   | 2021年9月16日  | ISBN 978-4-253-26390-0 | 尚未出版       | 尚未出版               |
| 21   | 2022年2月16日  | ISBN 978-4-253-26391-7 | 尚未出版       | 尚未出版               |
| 22   | 2022年8月16日  | ISBN 978-4-253-26392-4 | 尚未出版       | 尚未出版               |
| 23   | 2023年3月16日  | ISBN 978-4-253-26393-1 | 尚未出版       | 尚未出版               |

公式導讀手冊
- 《泥鯨之子們在沙地上歌唱 公式Fanbook》

2017年9月15日發售、ISBN 978-4-253-26031-2

## 舞台劇
2016年4月14日至4月19日在AiiA 2.5 Theater Tokyo劇院公演。

### 工作人員
- 編劇、演出：松崎史也（日语：松崎史也）[1]
- 主辦：avex music creative（日语：エイベックス・ミュージック・クリエイティヴ）、Office ENDLESS[1]

## 電視動畫
2017年10月至12月在TOKYO MX、SUN電視台、KBS京都及BS11首播。並在2018年透過網路電視Netflix平台進行全球發佈。

### 製作人員
- 原作：梅田阿比（秋田書店《月刊Mystery Bonita（日语：ミステリーボニータ）》連載）
- 導演：石黑恭平[3]
- 劇本統籌：横手美智子[3]
- 人物設定：飯塚晴子[3]
- 美術監督：水谷利春[3]
- 美術設定：金廷連
- 色彩設計：石田美由紀[4]
- 攝影監督：大河內喜夫[4]
- 剪輯：後藤正浩[4]
- 音效指導：明田川仁[4]
- 音樂：堤博明（日语：堤博明）[3]
- 音樂製作人：木皿陽平（日语：木皿陽平）
- 企劃製作：仲吉治人、澤木類、松倉友二
- 製作人：山田美優紀、京谷知美（日语：京谷知美）、高村友紀、南端集平、角谷春佳、植竹夏樹
- 動畫製作人：鈴木薰
- 動畫製作：J.C.STAFF[3]
- 製作：「泥鯨之子們在沙地上歌唱」製作委員會[4]（萬代影視、博報堂 DY Music & Pictures（日语：博報堂DYミュージック&ピクチャーズ）、Lantis、秋田書店、J.C.STAFF、Contents Seed（日语：コンテンツシード）、Sony PCL（日语：ソニーPCL））

### 主題曲
片頭曲（第2話－第10話、第12話）
作詞、作曲、主唱：RIRIKO，編曲：原田篤志
片尾曲（第1話－第11話、OVA前後篇）
作詞、作曲、編曲、主唱：rionos
插入曲
（第7話、第8話）
作詞：梅田阿比，作曲、編曲：堤博明，主唱：艾瑪（加隈亞衣）
（第11話、第12話）
作詞：梅田阿比，作曲、編曲：堤博明

### 各話列表
| 話數     | 日文標題 | 中文標題                   | 劇本       | 分鏡                                | 演出              | 作畫監督                                                                                            | 總作畫監督 |
| -------- | -------- | -------------------------- | ---------- | ----------------------------------- | ----------------- | --------------------------------------------------------------------------------------------------- | ---------- |
| 第一節   |          | 這就是我們寶貴世界的一切   | 橫手美智子 | 石黑恭平                            | 石黑恭平          | 萩原弘光、西川繪奈                                                                                  | 飯塚晴子   |
| 第二節   |          | 法雷納的罪人們             | 橫手美智子 | 笠井賢一                            | 石黑恭平          | 松元美季、坂本哲也 奧田哲平、小林理                                                                 | 飯塚晴子   |
| 第三節   |          | 這樣的世界，怎樣都無所謂了 | 橫手美智子 | 橋本敏一                            | 橋本敏一          | 齊藤健吾                                                                                            | 飯塚晴子   |
| 第四節   |          | 與泥鯨一同回歸沙土         | 橫手美智子 | 佐山聖子                            | 村田尚樹          | 木本茂樹、坂本哲也 古木舞、松元美季 藤部生馬、西川將貴 大野勉、關根千奈未                           | 飯塚晴子   |
| 第五節   |          | 不想逃避希望               | 橫手美智子 | 佐山聖子                            | 森義博            | 山內則康、猿渡聖加 茂木真一                                                                         | 飯塚晴子   |
| 第六節   |          | 或許明天他們會殺人         | 橫手美智子 | 小林孝志 笠井賢一                   | 小林孝志          | 坂本哲也、西川繪奈 松元美季、藤部生馬 上田峰子                                                      | 飯塚晴子   |
| 第七節   |          | 我想看到你們的未來         | 石黑恭平   | 檜川信夫                            | 石黑恭平          | 木本茂樹、松元美季 古木舞、藤部生馬 上田峰子、安留雅彌 萩原弘光、森七奈 蘭彥軍、飯塚晴子            | 飯塚晴子   |
| 第八節   |          | 從這世上消失吧             | 石黑恭平   | 錦織博                              | 櫻美勝志          | 木本茂樹、坂本哲也 松元美季、古木舞 藤部生馬、山口杏奈 上田峰子、長谷川真也 吉岡幸惠、西川将貴      | 飯塚晴子   |
| 第九節   |          | 想要看到你選擇的前方       | 石黑恭平   | 橋本敏一 木本茂樹 酒井智史 石黑恭平 | 橋本敏一 石黑恭平 | 木本茂樹、松元美季 芝田千紗、坂本哲也 高橋美香、佐野春香 古木舞、藤部生馬 山口杏奈、蘭彥軍 飯塚晴子 | 飯塚晴子   |
| 第十節   |          | 踏上新的旅程               | 橫手美智子 | 大畑清隆                            | 森義博            | 山內則康、猿渡聖加 茂木眞一、芝田千紗 兰彥軍                                                        | 飯塚晴子   |
| 第十一節 |          | 夢話                       | 橫手美智子 | 山川吉樹 櫻美勝志                   | 櫻美勝志          | 木本茂樹、坂本哲也 松元美季、古木舞 藤部生馬、森七奈                                                | 飯塚晴子   |
| 最終節   |          | 很慶幸能出生在這裡         | 橫手美智子 | 笠井賢一 佐山聖子                   | 櫻美勝志          | 坂本哲也、芝田千紗 古木舞、佐野春香 高橋美香、長谷川真也 藤部生馬、木本茂樹 松元美季、飯塚晴子      | 飯塚晴子   |

### 播放電視台
| 播放日期                 | 播放時間                  | 播放電視台 | 播放地區 | 備考                     |
| ------------------------ | ------------------------- | ---------- | -------- | ------------------------ |
| 2017年10月8日－12月24日  | 星期日 23時00分－23時30分 | TOKYO MX   | 東京都   |                          |
|                          | 星期日 23時30分－24時00分 | KBS京都    | 京都府   |                          |
|                          | 星期日 25時00分－25時30分 | SUN電視台  | 兵庫縣   |                          |
| 2017年10月10日－12月26日 | 星期二 24時30分－25時00分 | BS11       | 日本全國 | BS放送／『ANIME+』時段   |
| 2019年1月4日－3月22日    | 星期五 24時00分－24時30分 | AT-X       | 日本全國 | CS放送／字幕播出／有重播 |

網路電視方面，日本當地從2017年10月8日起在Netflix同步發佈，2018年3月13日起於世界各地的影片網站上架。

### BD／DVD
| 卷數 | 發行日期      | 收錄話數                | 規格編號  | 規格編號  |
| 卷數 | 發行日期      | 收錄話數                | BD限定版  | DVD限定版 |
| ---- | ------------- | ----------------------- | --------- | --------- |
| BOX1 | 2018年1月26日 | 第一節－第六節、OVA前篇 | BCXA-1321 | BCBA-4875 |
| BOX2 | 2018年3月23日 | 第七節－最終節、OVA後篇 | BCXA-1322 | BCBA-4876 |

## 腳註

## 外部連結
- （日語）－梅田阿比的官方個人部落格。
- 原作「泥鯨之子們在沙地上歌唱」官方的X（前Twitter） （日語）
- 舞台「泥鯨之子們在沙地上歌唱」官方網站 （页面存档备份，存于） （日語）
- 電視動畫「泥鯨之子們在沙地上歌唱」官方網站 （页面存档备份，存于） （日語）
- 電視動畫「泥鯨之子們在沙地上歌唱」愛奇藝正版播出專題 （页面存档备份，存于） （简体中文）
- 電視動畫「泥鯨之子們在沙地上歌唱」官方的X（前Twitter） （日語）